# The Music I Like
The Music I like è un singolo di Alexia pubblicato nel 1998.

## La canzone
È il secondo singolo promozionale dell'album The Party che è stato pubblicato nel 1998.
Il brano si piazza nelle classifiche europee ai primi posti, e vende da solo oltre 100 000 copie. Raggiunge anche il mercato inglese piazzandosi ai primi posti in classifica. Vengono fatte quattro riedizioni dell'album, tra cui tre destinate al mercato inglese.
Del singolo si interessa anche la regina della TV Raffaella Carrà che invita la cantante nel suo famoso show Carramba! Che sorpresa per presentare il brano e altri singoli al suo pubblico internazionale. Partecipa anche al Festivalbar, è l'unica artista di quell'anno a cantare due brani in un'unica serata: Gimme Love e The Music I like.

## Il videoclip
Il videoclip che accompagna questo grande successo è ambientato in un luogo nel futuro, dove l'artista si diverte ad usare strani macchinari super tecnologici per trasformare insoliti personaggi.

## Tracklist
1. The Music I Like (Radio Version)
2. The Music I Like (Extended Version)
3. The Music I Like (Rob Club Mix)
4. The Music I Like (Extended PM Project In Ibiza)
5. The Music I Like (D-Bop's Thank You For The Music Mix)
6. Gimme Love (Pump Friction vs Precious Paul Club Mix)

## Edizioni
- The Music I Like (UK Promo Edition)
- The Music I Like (UK CD 1 Version)
- The Music I Like (UK CD 2 Version)
- The Music I Like (The Remix)

## Classifiche
| Classifica (1998)                    | Posizione più alta |
| ------------------------------------ | ------------------ |
| Canada Dance (RPM)                   | 4                  |
| Europa (Eurochart Hot 100)           | 47                 |
| Italia (FIMI)                        | 1                  |
| Scozia (Official Chart Company)      | 26                 |
| Spagna (AFYVE)                       | 2                  |
| Regno Unito (Official Chart Company) | 31                 |